# Toumour
Toumour ist eine Landgemeinde im Departement Bosso in Niger.

## Geographie
Toumour liegt nordöstlich der Regionalhauptstadt Diffa in der Landschaft Manga in der Sahelzone. Die Nachbargemeinden sind Kabléwa im Norden, Bosso im Osten und Süden sowie Gueskérou im Westen.
Bei den Siedlungen im Gemeindegebiet handelt es sich um das Dorf Toumour, das zugleich der Hauptort der Landgemeinde ist, und um sieben Wasserstellen namens Baassouri, Guéllé Holé, Kakarwa, Kaouré, Katcha Cho, N’Guel Cheffou und N’Guel Dayed.

## Geschichte
In den 1920er Jahren galt die durch Toumour führende und 1375 Kilometer lange Piste von Niamey nach N’Guigmi als einer der Hauptverkehrswege in der damaligen französischen Kolonie Niger. Sie war in der Trockenzeit bis Guidimouni und wieder ab Maïné-Soroa von Automobilen befahrbar.
Toumour gehörte bis zu einer landesweiten Verwaltungsreform im Jahr 2002 zum Kanton Bosso, dessen Territorium auf die Landgemeinden Bosso und Toumour aufgeteilt wurde. Seit 2011 gehören die Landgemeinden nicht mehr zum Departement Diffa, sondern zum neugeschaffenen Departement Bosso.
In Toumour hatten sich 2014 viele Flüchtlinge aus dem Nachbarland Nigeria niedergelassen, die ihre Heimat wegen des dschihadistischen Terrors von Boko Haram verlassen mussten. Um daraus resultierenden Epidemien vorzubeugen, ließ das Internationale Komitee vom Roten Kreuz im selben Jahr in Toumour sowie in den Orten Bandi, Barwa, Bosso und Dagaya Masernimpfungen bei fast 30.000 Kindern durchführen. Die Nachbargemeinde Bosso wurde 2015 von Boko Haram angegriffen. Toumour nahm Binnenvertriebene aus Bosso auf. Im Jahr 2016 kam es in der Nähe des Hauptorts von Toumour zu dreitägigen Kampfhandlungen zwischen Boko Haram und den von den Streitkräften Tschads unterstützten Streitkräften Nigers. Dabei kamen nach Angaben der Armee 38 Dschihadisten und zwei Soldaten ums Leben. Ende 2016 lebten in der Gemeinde Toumour 15.201 Kinder und Jugendliche im Alter von 4 bis 19 Jahren, die Flüchtlinge, Rückkehrer oder Binnenvertriebene waren.
Ein Angriff von Boko Haram auf den Hauptort in der Nacht von 12. auf 13. Dezember 2020 führte in der Zivilbevölkerung zu 28 Toten und rund 100 Verletzten. Die Sachschäden umfassten 450 niedergebrannte Geschäftslokale und 80 niedergebrannte Mühlen, 61 zerstörte Fahrzeuge, 16 zerstörte Wasserstellen und fünf beschädigte Deiche. Der Viehbestand wurde um 1250 Tiere dezimiert. Nach dem Angriff wurde eine dreitägige Staatstrauer ausgerufen. In der gesamten Region Diffa waren im Januar 2021 vom UNHCR knapp 270.000 von Zwangsmigration betroffene Personen erfasst. Davon waren 47 % Flüchtlinge und 39 % Binnenvertriebene. Bei 78 % handelte es sich um Frauen und Kinder. In der Gemeinde Toumour lebten dabei 16.927 dieser Menschen.

## Bevölkerung
Bei der Volkszählung 2012 hatte die Landgemeinde 11.713 Einwohner, die in 1.310 Haushalten lebten. Bei der Volkszählung 2001 betrug die Einwohnerzahl 946 in 179 Haushalten.
Im Hauptort lebten bei der Volkszählung 2012 6.742 Einwohner in 795 Haushalten, bei der Volkszählung 2001 752 in 142 Haushalten und bei der Volkszählung 1988 575 in 116 Haushalten.
Im Hauptort leben fast ausschließlich sesshafte Fulbe, im umliegenden Gebiet halbsesshafte und nomadische Fulbe.

## Politik
Der Gemeinderat (conseil municipal) hat 11 Mitglieder. Mit den Kommunalwahlen 2020 gehen alle Sitze an den PNDS-Tarayya.
Der Hauptort hat zusätzlich einen traditionellen Ortsvorsteher (chef traditionnel), einen einflussreichen Fulbe-Anführer.

## Wirtschaft und Infrastruktur
Der Großteil der Gemeinde liegt in einem Gebiet, in dem der Regenfeldbau vorherrscht. Im Nordwesten beginnt die Zone des Agropastoralismus. Im Hauptort sind ein Gesundheitszentrum des Typs Centre de Santé Intégré (CSI) und eine veterinärmedizinische Station vorhanden. Außerdem wird dort eine Niederschlagsmessstation betrieben. Beim Centre de Formation aux Métiers de Toumour (CFM Toumour) handelt es sich um ein Berufsausbildungszentrum.